# Фикопласт

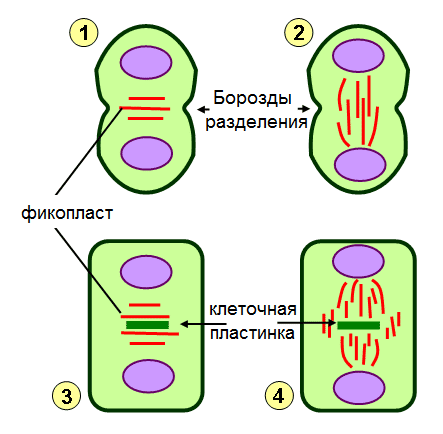
Схематическое представление типов цитокинеза у зелёных водорослей:
1) Образование фикопласта с бороздами разделения (напр. Chlamydomonas);
2) Борозды разделения и сохраняющееся телофазное веретено (напр. Klebsormidium);
3) Фикопласт и образование клеточной пластинки (напр. Fritschiella);
4) Сохраняющееся телофазное веретено, фрагмопласт и образование клеточной пластинки (напр. Coleochaete).

Фикопла́ст — структура из микротрубочек, наблюдаемая в ходе цитокинеза у представителей Chlorophyceae, крупнейшего класса отдела Зелёные водоросли (Chlorophyta). 
Зелёные водоросли используют широкий набор механизмов для осуществления цитокинеза, в том числе борозды разделения (англ. cleavage furrow) у некоторых водорослей и клеточные пластинки у других. Некоторые зелёные водоросли класса Charophyceae используют фрагмопласт, схожий с таковым у высших растений, для правильного образования растущей клеточной пластинки. У этих водорослей начало фрагмопласту дают микротрубочки телофазного веретена, располагающиеся перпендикулярно плоскости деления клетки и формирующейся клеточной пластинке. Рост клеточной пластинки приводит к разрушению телофазного веретена (см. 4 на рис.). 
У Chlorophyceae наиболее распространённым способом деления клетки является деление с использованием фикопласта. У этих водорослей после разрушения веретена формируется новая система микротрубочек, ориентированная параллельно плоскости деления клетки (в отличие от микротрубочек фрагмопласта, располагающихся перпендикулярно к ней). Фикопласт наблюдается у водорослей, осуществляющих цитокинез посредством борозд разделения (см. 1 на рис.), а также у водорослей, использующих клеточную пластинку (см. 3 на рис.). 
Фикопласт может обеспечивать прохождение плоскости деления клетки между двумя дочерними ядрами. Как правило, эти водоросли подвергаются «закрытому» митозу, где ядерная оболочка существует на протяжении всего митоза.